# Église Phùng Khoang
L'église Phùng Khoang (en vietnamien : Nhà thờ Phùng Khoang), officiellement église Notre-Dame du Rosaire (vietnamien : Nhà thờ Đức Mẹ Mân Côi) est une église du district de Nam Từ Liêm, Hanoi. L'église est construite en 1910 dans le style néoclassique français.